# Holly Springs (Mississippi)
La ville de Holly Springs est le siège du comté de Marshall, situé dans l'État du Mississippi, aux États-Unis.

## Histoire
Holly Springs a été fondée par des émigrés européens en 1836 sur un territoire occupé historiquement par les Amérindiens Chicachas. C'était un comptoir commercial pour les plantations de coton voisines. Dès 1837, elle est devenue le siège de la cour de justice.
En 1855, le chemin de fer Mississippi Central Railway, relie la ville à Grand Junction, dans le Tennessee et, à la fin du siècle, le chemin de fer Kansas City, Memphis et Birmingham voit sa construction s'achever et relier Holly Springs.
Pendant la guerre de Sécession, la ville a été utilisée par le général Grant comme dépôt et état-major pour l'armée du Tennessee. Durant un raid en décembre 1862, la majorité des dépôts ont été détruits par les troupes confédérés du général Van Dorn.
En 1866, l'église épiscopale méthodiste y fonde une université destinée à l'éducation d'élèves noirs, aujourd'hui appelée Rust College.
En 1878, les habitants ont subi une épidémie de fièvre jaune, durant laquelle 2 000 d'entre eux ont péri.

## Personnalités
- James F. Trotter (1802–1866), juge et Sénateur U.S., résidant à Holly Springs jusqu'à sa mort.
- Spires Boling (1812–1880), architecte et constructeur.
- Winfield S. Featherston (1820–1891), deux mandats à l'assemblée des U.S. Brigadier général Confédéré durant la Guerre de Sécession, homme politique de l'État et juge à la Cour.
- Hiram Rhodes Revels (1822–1901), premier Afro-Américain. Sénateur des U.S. Premier président de Alcorn State University. Enseignant de théologie à Shaw University (nom actuel de Rust College).
- Edward Cary Walthall (1831–1898), général Confédéré, avocat, et Sénateur du Mississippi
- Ida B. Wells (1862–1931), journaliste Afro-Américaine, militante anti-lynchage, défenseure des droits civiques et du droit des femmes ; née à Holly Springs.
- Absolom M. West (1818–1894), planteur, homme politique, général de la guerre de Sécession et organisateur du travail, résidant à Holly Springs depuis la Guerre de Sécession jusqu'à sa mort.
- Verina Morton Jones (1865–1943), médecin Afro-Américaine et la première femme à pratiquer la médecine de l’État. Médecin résident à Rust College.
- Edward Hull « Boss » Crump (1874–1954), à la tête de l'organisation du parti Démocrate Democratic Party political à Memphis durant la première moitié du XXe siècle, né à Holly Springs
- Kate Freeman Clark (1875–1957), peintre
- Wall Doxey (1892–1962), homme politique du Mississippi, représentant au Congrès et Sénateur des U.S. Le parc Wall Doxey State porte son nom.
- Lation Scott (1893-1917), Afro-Américain victime de lynchage.
- Irving Vendig (1902–1995), écrivain de télévision.
- William Baskerville Hamilton (1908-1972), historien enseignant à l'école publique à Holly Springs dans les années 1930.
- Clifton DeBerry (1924–2006), né à Holly Springs, premier Afro-Américain élu candidat pour la Présidence des U.S. par un parti politique (Travailleurs Socialistes, 1964, 1980).
- R. L. Burnside (1926–2005), musicien de blues.
- Junior Kimbrough (1930–1998), musicien de blues.
- Gary Montez Martin (1973–2019), auteur des tirs d'Aurora, Illinois (2019).
- Syl Johnson (1936-2022), chanteur de blues et soul.
- Robert Belfour (1940-2015), musicien de blues.
- Cassi Davis (née en 1964), actrice.
- Shepard Smith (né en 1964), journaliste américain pour NBC News et CNBC, né à Holly Springs.
- Clinton LeSueur (né en 1969), homme politique républicain ; battu en 2002 et 2004 pour Mississippi's 2nd congressional district au profit du Démocrate Bennie Thompson
- Seth Adams (né en 1985), quaterback de football américain à l'Université du Mississippi.
- Jeremy LeSueur (né en 1980), défenseur arrière de football américain de l'Université du Michigan.
- Paul Maholm (né en 1982), lanceur pour les Dodgers de Los Angeles.
- Mel and Tim (Mel Hardin and Tim McPherson), musiciens soul d'Holly Springs sous le label Stax Records à Memphis
- Charlie Feathers, (1932-1998), musicien rockabilly.

## Source
- (en) Cet article est partiellement ou en totalité issu de l’article de Wikipédia en anglais intitulé « Holly Springs, Mississippi » (voir la liste des auteurs).